# بيضا (إيران)
بيضا (بالفارسية: بیضا) هي منطقة سكنية تقع في إيران في Beyza District. يقدر عدد سكانها بـ 3,593 نسمة .